# دولت در تبعید چکسلواکی
دولت در تبعید چکسلواکی (انگلیسی: Czechoslovak government-in-exile) که گاهی با نام رسمی دولت موقت چکسلواکی (چکی: Prozatímní vláda Československa؛ ‏ اسلواکی: Dočasná vláda Československa) هم از آن یاد می‌شود، عنوانی غیررسمی بود که توسط دولت بریتانیا برای «کمیتهٔ ملی آزادی‌بخش چکسلواکی» و به‌دنبال به رسمیت شناختن دیپلماتیک آن به‌کار می‌رفت. پس از آن، سایر متفقین جنگ جهانی دوم نیز از این نام استفاده کردند و دولت موقتِ مورد نظر را به رسمیت شناختند. کمیتهٔ ملی آزادی‌بخش چکسلواکی را، رئیس حمهور پیشین چکسلواکی ادوارد بنش در اکتبر ۱۹۳۹ در پاریس بنیان نهاد.
مذاکرات ناموفق با فرانسه برای به رسمیت شناختن شدن و همچنین اشغال قریب‌الوقوع فرانسه توسط آلمان نازی، کمیته را در سال ۱۹۴۰ مجبور کرد به لندن نقل مکان کنند. دفاتر دولت چکسلواکی در تبعید در مکان‌های مختلفی در لندن قرار داشت اما بیشتر در ساختمانی به نام فرس‌کرافت متمرکز بود.
متفقین در طول جنگ جهانی دوم، این کمیته را دولتِ قانونی چکسلواکی اشغالی می‌دانستند. این دولت که به‌طور خاص ضد فاشیست بود، به‌دنبال لغو توافقنامه مونیخ و اشغال چکسلواکی توسط آلمان و بازگرداندن جمهوری چکسلواکی به مرزهای آن در سال ۱۹۳۷ بود. به این ترتیب، کشورهایی که در نهایت آن را به رسمیت شناختند، این دولت موقت را ادامه‌ای قانونی برای نخستین جمهوری چکسلواکی قلمداد کردند.